# Eugène Jancourt
Pour les articles homonymes, voir Jancourt.
Eugène Jancourt (né le 15 décembre 1815 à Château-Thierry et mort le 28 janvier 1900 à Boulogne-sur-Seine) est un bassoniste, compositeur et pédagogue français. Bassoniste virtuose et professeur au Conservatoire de Paris, Jancourt est surtout connu pour ses livres de méthodes et les innovations de système de clétage qu'il a apportées au basson de style « Buffe t». Avec le bassoniste contemporain allemand Julius Weissenborn (en), Eugène Jancourt est considéré par de nombreux musicologues comme l'un des bassonistes les plus importants du XIXe siècle.

## Biographie et carrière
Jancourt est né à Château-Thierry, en France, le 15 décembre 1815. Il grandit entouré de musique et commence à étudier officiellement la flûte à huit ans. Tout au long de son enfance, il apprend d'abord le violon et la clarinette avant de passer au basson car il est «impressionné par le timbre et le caractère» de cet instrument. Il se révèle très doué pour cet instrument et renonçant à des études de pharmacie, il est rapidement admis au Conservatoire de Paris à l'âge de dix-neuf ans. Son professeur, François René Gebauer, offre à Jancourt un de ses propres bassons après avoir vu le terrible état dans lequel se trouve celui de Jancourt. Par la suite, il remporte son premier prix de basson au Conservatoire dès sa deuxième année seulement en 1836 (2ème prix en 1835). Une fois diplômé en 1837, Jancourt devient un musicien indépendant à Paris, jouant au cachet dans des concerts à l' Hôtel de Ville, à l' Athénée Royal et aux salles de concert de Hertz, Érard et Pleyel, avant d'être nommé au poste de basson solo de l'Orchestre de l'Opéra Comique en 1840; il y restera jusqu'en 1862. Son jeu était réputé pour sa « pureté et pour un charme qui, dans sa ressemblance avec la voix humaine, évitait tout élément grotesque ». C'est à cette époque que Jancourt commence à composer des œuvres solistes pour basson, bien que celui-ci n'ait pas encore été reconnu comme un instrument soliste. Entre 1843 et 1869, Jancourt obtient un poste de basson solo au Théâtre Italien, le poste de chef d'orchestre de la 5e division de la Garde nationale, et devient membre de la Société des Concerts du Conservatoire, poste qu'il occupera pendant 30 ans. Il voyage et fait des tournées à Londres, en Italie et en France sans jamais trop s'éloigner de son Paris natal. C'est cependant dans les années 1840 que la composition de Jancourt s'épanouit vraiment. Il devient un compositeur très prolifique et écrit surtout des «pièces de concert pour basson qui sont très belles et dont l'exécution est toujours un plaisir»[réf. nécessaire]. Sa dernière apparition en tant qu'artiste musicien a lieu en 1877 à Angers, France. Une fois sa carrière d'interprète terminée, Jancourt devient un professeur renommé au Conservatoire de Paris le 15 février 1874 en remplacement de M. Cokken, son ancienne école. Il démissionnera du conservatoire en 1885, date à laquelle il prend sa retraite et continue d'apporter des améliorations au basson dans ses déficiences mécaniques. Eugène Jancourt décéde le 29 janvier 1901 à Boulogne-sur-Seine à l'âge de 85 ans 
Il reçoit les palmes académiques en 1879.

## Le basson de style Buffet
Tout en enseignant au Conservatoire de Paris, Jancourt se consacre à la composition et à la modification du basson dans sa forme de l'époque pour en faire un instrument solo plus fiable. En collaboration avec les facteurs Louis Auguste Buffet, Frédéric Triébert et Pierre Goumas, Jancourt apporte plusieurs contributions essentielles à l'amélioration du basson français qui sont toujours en usage aujourd'hui[réf. nécessaire]. Parmi les nombreuses améliorations qu'ils ont apportées au basson, les plus importantes sont: le remplacement des anciens sellettes de clés par des clés à tige et des piliers, l'ajout de la clé de chuchotement, permettant aux notes du registre grave d'être jouées beaucoup plus doucement et facilement, remplaçant diverses clés avec des mécanismes d'anneaux actionnés par les doigts pour produire des notes avec plus de sécurité, une meilleure intonation et éviter les grands mouvements des doigts dans l'actionnement des clés. Ils ont également fait évoluer le basson vers un modèle avec 22 clés, avec une répartition mathématiquement calculée pour produire la meilleure justesse, en ajoutant 22 nouveaux trilles. Une perce plus petite utilisée dans la construction du basson français a également permis au registre supérieur de mieux résonner, permettant aux compositeurs français plus de souplesse. Maurice Ravel, Henri Tomasi, André Jolivet et Alexandre Tansman en sont de parfaits exemples. Ils publient officiellement leurs nouvelles modifications dans l' Étude du Basson perfectionné à anneaux mobiles de Jancourt, plateau et 22 Clés comprenant des Exercices pour l'emploi des nouvelles Clés, op. 58 . Ces modifications ont contribué à moderniser l'instrument et à créer ce qui constitue maintenant le basson français moderne. Bien qu'aujourd'hui l'utilisation du basson système Jancourt-Buffet soit devenue moins fréquente hors de France par rapport au Fagott allemand, de nombreux bassonistes français utilisent uniquement le modèle français.

## Pédagogie
En plus d'être un interprète reconnu, Jancourt est devenu le compositeur de basson le plus prolifique de tous les temps, publiant 119 œuvres et écrivant de nombreux livres de méthode et de technique pour aider à développer le basson en tant qu'instrument soliste. Sa méthode la plus célèbre, la grande méthode théorique et pratique, op. 15, a contribué à faire de lui le principal pédagogue du basson de son époque. Son œuvre comprend également des pièces de concert de basson et des livres d'études qui démontrent les capacités du basson. Jancourt est devenu, et reste, l'un des professeurs de basson les plus complets et les mieux documentés pour le basson, mettant l'accent sur le vibrato et l'embellissement du son ainsi que sur la technique fondamentale. Parmi ses nombreuses œuvres pour basson, Jancourt est bien connu pour avoir écrit des transcriptions d'autres pièces afin de les rendre adaptables pour le basson. Par exemple, il a utilisé un thème de la Symphonie n ° 7 de l'Allegretto de Beethoven comme base d'une œuvre qu'il a écrite pour basson et piano. Sa Grande méthode est largement reconnue comme la méthode d'apprentissage de basson la plus complète et la plus détaillée jamais écrite et est toujours utilisée aujourd'hui.

## Œuvres

### Basson solo
- 1er Air varié, op. 1
- Variations pour basson solo et piano, op. 2
- 3e Air varié, op. 3
- Fantaisie sûre Lucie de Lamermoor, op. 4
- Fantaisie et thème variés, op. 5
- Concertino en La majeur, op. 8
- Cavatine sur Anna Bolena, op. 9
- 4e Air varié, op. 10
- Fantaisie sur la Norma, op. 11
- Concertino d'après Ferdinand David, op. 12
- Variations brillantes sur un thème de Carafa, op. 14
- Méthode Théorique et Pratique en 3 parties, adoptée au Conservatoire National de Musique et de Déclamation, Op. 15
- Cavatine de la Muette, op. 18
- Souvenirs de la Somnanbula, op. 21
- Cavatine sur Lucie de Lamermoor, op. 22
- Premier Solo, op. 23
- 6e Fantaisie, op. 24
- 6 mélodies en 2 suites, op. 25
- Air varié facile, op. 28
- Mélange sur des Mélodies de Haas, op. 29
- Souvenirs de l'Italie, op. 30
- 2e Fantaisie sur Lucie de Lamermoor, op. 35
- Fantaisie sur Don Juan, op. 50
- 6 Mélodies d'après M. Decourcelle, op. 51
- Solo n ° 2, op. 52
- Solo n ° 3, op. 53
- Solo n ° 4, op. 54
- Mosaïque sur Guillaume Tell, op. 55
- Grande étude parcourant 18 tons principaux de la gamme & suivie de deux études complémentaires, op. 56 (1847)
- Solo n ° 5, op. 57
- Étude du Basson perfectionné, op. 58
- Cantilène, op. 59
- Cavatine de Mercadante (Di dona Caritea), op. 60
- Rêverie, op. 61
- Solo n ° 6, op. 66
- Air du Caïd (Ambroise Thomas), op. 68
- Cavatine du Comte Ory, op. 69
- Air de Robert le Diable, op. 70
- Fantaisie sur les Huguenots, op. 71
- Fantaisie sur Il Trovatore, op. 72
- Souvenirs d'Il Trovatore, op. 73
- Grande Fantaisie pendant la Favorite, op. 74
- Grande Fantaisie sur la Juive, op. 75
- Sonate Pathétique, op. 76
- Romance, op. 77
- 3 mélodies, op. 78
- Étude Mélodique en sib mineur, op. 79
- 5th Air varié, op. 84
- Mosaïque sur le Prophète, op. 89
- Variations faciles pour Basson, op. 95
- Solo n ° 7, op. 99
- Solo n ° 8, op. 100
- Étude mélodique en mib, op. 111
- Romance sans paroles en La majeur, Op. 113
- Fantaisie-Caprice, op. 114
- Etude caracteristique, op. 117
- Concertino en La majeur, op. 118
- Étude in mi mineur, op. 119

### Duos
- Duo concertant pour basson et piano, op. 6
- Fantaisie concertante sur la Norma pour hautbois et basson, op. 7
- Fantaisie sur la Norma pour clarinette et basson, op. 12bis
- Allegretto de la Symphonie en La de Beethoven pour piano et basson, op. 13
- Duo concertante sur l’Italienne a Alger pour hautbois et basson, op. 16
- Fantaisie concertante sur la Somnambula pour clarinette et basson, op. 26
- Concertino d’après Meefessel, hautbois et basson, op. 40[10]
- Fantaisie concertante sur Sémiramide pour hautbois et basson, op. 48
- Duo concertant sur Colette pour piano et basson, op. 50bis
- Fantaisie d'après Gattermann pour hautbois et basson, op. 63
- Soirées musicales de Rossini pour hautbois et piano, op. 64
- Trois Duos concertants pour 2 bassons, op. 65
- Duo sur les 2 Reines (de Manpou) pour basson et hautbois, op. 67
- 24 Exercices mélodiques faciles en 2 suites avec accompagnement de 2e Basson ou Violoncelle, Op. 98